# Zumikon
Zumikon é uma comuna da Suíça, no Cantão Zurique, com cerca de 4.711 habitantes. Estende-se por uma área de 5,44 km², de densidade populacional de 866 hab/km². Confina com as seguintes comunas: Küsnacht, Maur, Zollikon.
A língua oficial nesta comuna é o Alemão.